# Aphelandra tridentata
Aphelandra tridentata är en akantusväxtart som beskrevs av William Botting Hemsley. Aphelandra tridentata ingår i släktet Aphelandra och familjen akantusväxter. Inga underarter finns listade i Catalogue of Life.